# Ха-дур
Ха-дур је дурска лествица, чија је тоника тон ха, а као предзнаке има пет повисилица.

## Познатија класична дела у Ха-дуру
- Словенски плес бр. 9, Дворжак
- Лабудово језеро, финале, Чајковски
- Клавирски трио бр. 1, оп. 8, Брамс
- Балет „Жар-птица“, финале, Стравински